# Geoffrey Chicheley Kemp
Geoffrey Chicheley Kemp, britanski general, * 1890, † 1976.